# Belarussische Eishockeynationalmannschaft
Die belarussische Eishockeynationalmannschaft der Männer wird nach der Weltmeisterschaft 2023 in der IIHF-Weltrangliste auf Platz 14 geführt. Die Mannschaft gehört zum belarussischen Eishockeyverband, in welchem ca. 8.350 Eishockeyspieler organisiert sind. Trainer der Mannschaft ist seit Sommer 2014 Dave Lewis. Bislang größter Erfolg war der 4. Platz bei den Olympischen Winterspielen 2002 in Salt Lake City.

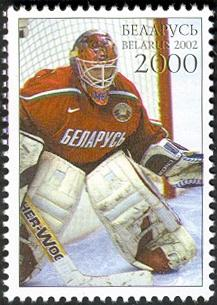
Der ehemalige Nationaltorhüter Andrej Mesin auf einer Briefmarke zu den Olympischen Winterspielen 2002

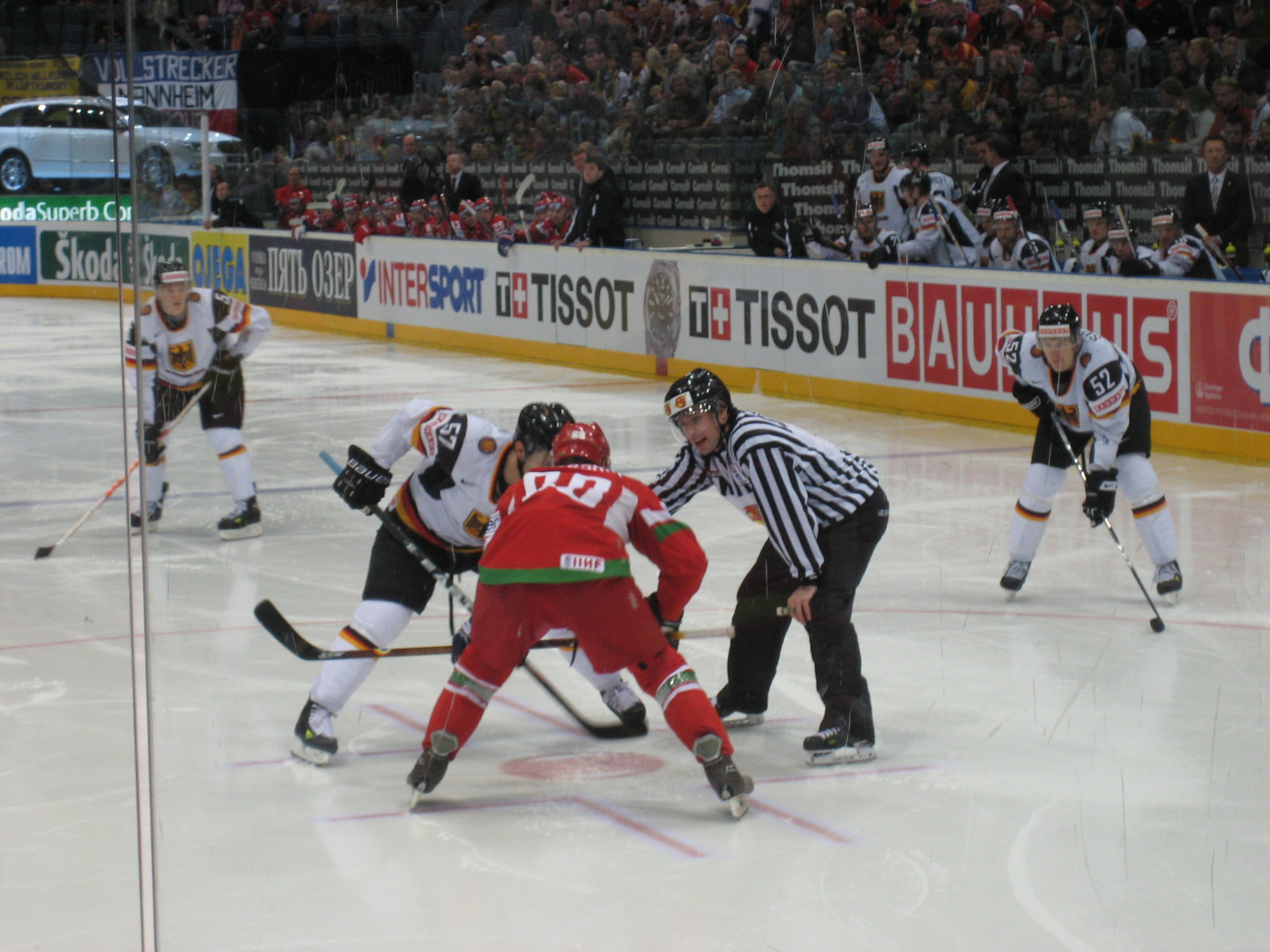
Bully zwischen Belarus und Deutschland bei der Weltmeisterschaft 2010

## Nationaltrainer
- 1992: Wladimir Safonow
- 1993–1996: Andrei Sidorenko
- 1996–2001: Anatol Warywontschyk
- 2002–2003: Wladimir Krikunow
- 2003–2005: Michail Sacharau
- 2005–2006: Glen Hanlon
- 2006–2008: Curt Fraser
- 2008 – November 2009: Glen Hanlon
- November 2009–2010: Michail Sacharau[2]
- 2010–2011: Eduard Sankowez
- 2011–2012: Kari Heikkilä
- 2012–2013: Andrej Skabelka
- 2013–2014: Glen Hanlon[3]
- 2014: Wladimir Krikunow
- 2014–2018: Dave Lewis[4]
- 2018: Sergei Puschkow[5]
- 2018–2019: Andrei Sidorenko
- 2019–2022: Michail Sacharau
- seit 2022: Craig Woodcroft

## Platzierungen

### Olympische Winterspiele
- 1994 – nicht qualifiziert
- 1998 – 7. Platz
- 2002 – 4. Platz
- 2006 – nicht qualifiziert
- 2010 – 9. Platz
- 2014 – nicht qualifiziert
- 2018 – nicht qualifiziert
- 2022 – nicht qualifiziert

### Weltmeisterschaften
Zur Vorbereitung auf die jährlichen Weltmeisterschaften nimmt die Nationalmannschaft regelmäßig an Turnieren der Euro Ice Hockey Challenge teil. 2014 richtete der belarussische Verband in Minsk erstmals die Weltmeisterschaft aus und erreichte dabei mit dem siebten Platz das beste Ergebnis seit 2006 und das zweitbeste Ergebnis überhaupt in seiner Geschichte. Bei der Weltmeisterschaft 2018 musste die belarussische Mannschaft als Gruppenletzter nach 14 Jahren ununterbrochener Zugehörigkeit zur Top-Division wieder in die Division I absteigen, stieg aber umgehend wieder auf. Seit 2022 ist die Mannschaft aufgrund der Teilnahme des Landes am russischen Überfall auf die Ukraine von der WM-Teilnahme ausgeschlossen.
- 1994 – 22. Platz (2. Platz C-WM)
- 1995 – 21. Platz (1. Platz C-WM)
- 1996 – 15. Platz (3. Platz B-WM)
- 1997 – 13. Platz (1. Platz B-WM)
- 1998 – 8. Platz
- 1999 – 9. Platz
- 2000 – 9. Platz
- 2001 – 14. Platz
- 2002 – 17. Platz (1. Platz Division I)
- 2003 – 14. Platz
- 2004 – 18. Platz (1. Platz Division I)
- 2005 – 10. Platz
- 2006 – 6. Platz
- 2007 – 11. Platz
- 2008 – 9. Platz
- 2009 – 8. Platz
- 2010 – 10. Platz
- 2011 – 14. Platz
- 2012 – 14. Platz
- 2013 – 14. Platz
- 2014 – 7. Platz
- 2015 – 7. Platz
- 2016 – 12. Platz
- 2017 – 13. Platz
- 2018 – 15. Platz
- 2019 – 18. Platz (2. Platz Division IA)
- 2021 – 15. Platz
- 2022 – Ausschluss
- 2023 – Ausschluss